# خوزیبا ایوته
خوزیبا ایوته (انگلیسی: Joseba Ituarte؛ زادهٔ ۲۶ سپتامبر ۱۹۷۰) بازیکن فوتبال اهل اسپانیا است.
از باشگاه‌هایی که در آن بازی کرده‌است می‌توان به باشگاه فوتبال هرکولس، باشگاه فوتبال گرانادا، باشگاه فوتبال اوئسکا، و باشگاه فوتبال آلمریا اشاره کرد.